# Canton de La Grand-Croix
Le canton de La Grand-Croix est une ancienne division administrative française située dans le département de la Loire et la région Rhône-Alpes.

## Géographie
Ce canton était organisé autour de La Grand-Croix dans l'arrondissement de Saint-Étienne. Son altitude variait de 257 m (Lorette) à 1 396 m (Doizieux) pour une altitude moyenne de 505 m.

## Histoire
Le canton a été créé en 1973 (décret du 13 juillet 1973) en divisant le Canton de Rive-de-Gier et le Canton de Saint-Chamond.

## Représentation
| Période | Période | Identité        | Étiquette       | Qualité |
| ------- | ------- | --------------- | --------------- | --- |
| 1973    | 1976    | André Chazalon  | CD puis UDF-CDS | Industriel Maire de La Grand-Croix (1953-2008) Sénateur (1959-1962) Député (1962-1981) Ancien conseiller général du Canton de Rive-de-Gier |
| 1976    | 1989    | Félix Franc     | PS              | Directeur de collège d'enseignement général Maire de Lorette (1977-1989)                                                                   |
| 1989    | 2001    | Claude Escot    | DVD             | Maire de L'Horme (1977-1995) |
| 2001    | 2015    | Solange Berlier | UDF puis NC-UDI | Maire de L'Horme (1995-2014) Suppléante de François Rochebloine Vice-Présidente du Conseil Général                                         |

## Composition
Le canton de Grand-Croix groupait dix communes et comptait 23 677 habitants (recensement de 2007 sans doubles comptes).
| Communes               | Population (2012) | Code postal | Code Insee |
| ---------------------- | ----------------- | ----------- | ---------- |
| Cellieu                | 1 526             | 42320       | 42032      |
| Chagnon                | 522               | 42800       | 42036      |
| Doizieux               | 805               | 42740       | 42085      |
| Farnay                 | 1 286             | 42320       | 42093      |
| La Grand-Croix         | 5 064             | 42320       | 42103      |
| L'Horme                | 4 742             | 42152       | 42110      |
| Lorette                | 4 451             | 42420       | 42123      |
| Saint-Paul-en-Jarez    | 4 054             | 42740       | 42271      |
| La Terrasse-sur-Dorlay | 732               | 42740       | 42308      |
| Valfleury              | 625               | 42320       | 42320      |

## Démographie
| 1962   | 1968   | 1975   | 1982   | 1990   | 1999   | 2006   | 2007   | 2009 |
| ------ | ------ | ------ | ------ | ------ | ------ | ------ | ------ | ---- |
| 19 382 | 20 586 | 20 925 | 22 635 | 23 081 | 23 403 | 23 549 | 23 807 | -    |